# Giai đoạn vòng loại và play-off UEFA Europa League 2019–20 (Nhóm các đội vô địch giải quốc nội)
Dưới đây là các trận đấu thuộc Nhóm các đội vô địch giải quốc nội của Giai đoạn vòng loại và play-off UEFA Europa League 2019–20.
Ngày giờ được UEFA tính theo CEST (UTC+2), (ngoại trừ được ghi chú trong ngoặc).

## Vòng loại thứ hai

### Tóm tắt
| Đội 1             | TTS | Đội 2              | Lượt đi    | Lượt về    |
| ----------------- | --- | ------------------ | ---------- | ---------- |
| Sarajevo          | Bye | N/A                | N/A        | N/A        |
| Tre Penne         | 1   | Sūduva             | 0–5        | 30 tháng 7 |
| Piast Gliwice     | 2   | Riga FC            | 25 tháng 7 | 1 tháng 8  |
| Partizani         | 3   | Sheriff Tiraspol   | 25 tháng 7 | 1 tháng 8  |
| Ararat-Armenia    | 4   | Lincoln Red Imps   | 2–0        | 30 tháng 7 |
| Valur             | 5   | Ludogorets Razgrad | 25 tháng 7 | 1 tháng 8  |
| Slovan Bratislava | 6   | Feronikeli         | 2–1        | 30 tháng 7 |
| FC Santa Coloma   | 7   | Astana             | 0–0        | 1 tháng 8  |
| HB Tórshavn       | 8   | Linfield           | 2–2        | 1 tháng 8  |
| Shkëndija         | 9   | F91 Dudelange      | 1–2        | 30 tháng 7 |

### Các trận đấu
| Tre Penne | 0–5      | Sūduva                                                                        |
| --------- | -------- | ----------------------------------------------------------------------------- |
|           | Chi tiết | - Matulevičius 10' - Topčagić 20' - Švrljuga 66' - Tadić 81' - Ricketts 90+1' |

| Sūduva | v        | Tre Penne |
| ------ | -------- | --------- |
|        | Chi tiết |           |

| Piast Gliwice | v        | Riga FC |
| ------------- | -------- | ------- |
|               | Chi tiết |         |

| Riga FC | v        | Piast Gliwice |
| ------- | -------- | ------------- |
|         | Chi tiết |               |

| Partizani | v        | Sheriff Tiraspol |
| --------- | -------- | ---------------- |
|           | Chi tiết |                  |

| Sheriff Tiraspol | v        | Partizani |
| ---------------- | -------- | --------- |
|                  | Chi tiết |           |

| Ararat-Armenia               | 2–0      | Lincoln Red Imps |
| ---------------------------- | -------- | ---------------- |
| - Kobyalko 33' - Kódjo 45+2' | Chi tiết |                  |

| Lincoln Red Imps | v        | Ararat-Armenia |
| ---------------- | -------- | -------------- |
|                  | Chi tiết |                |

| Valur | v        | Ludogorets Razgrad |
| ----- | -------- | ------------------ |
|       | Chi tiết |                    |

| Ludogorets Razgrad | v        | Valur |
| ------------------ | -------- | ----- |
|                    | Chi tiết |       |

| Slovan Bratislava              | 2–1      | Feronikeli    |
| ------------------------------ | -------- | ------------- |
| - Nono 9' - Šporar 61' (ph.đ.) | Chi tiết | - M. Hoti 67' |

| Feronikeli | v        | Slovan Bratislava |
| ---------- | -------- | ----------------- |
|            | Chi tiết |                   |

| FC Santa Coloma | 0–0      | Astana |
| --------------- | -------- | ------ |
|                 | Chi tiết |        |

| Astana | v        | FC Santa Coloma |
| ------ | -------- | --------------- |
|        | Chi tiết |                 |

| HB Tórshavn                              | 2–2      | Linfield                     |
| ---------------------------------------- | -------- | ---------------------------- |
| - Justinussen 37' (ph.đ.) - Petersen 89' | Chi tiết | - Waterworth 2', 88' (ph.đ.) |

| Linfield | v        | HB Tórshavn |
| -------- | -------- | ----------- |
|          | Chi tiết |             |

| Shkëndija               | 1–2      | F91 Dudelange                       |
| ----------------------- | -------- | ----------------------------------- |
| - A. Ibraimi 7' (ph.đ.) | Chi tiết | - Bettaieb 64' - Sinani 68' (ph.đ.) |

| F91 Dudelange | v        | Shkëndija |
| ------------- | -------- | --------- |
|               | Chi tiết |           |

## Vòng loại thứ ba

### Tóm tắt
| Đội 1        | TTS | Đội 2        | Lượt đi   | Lượt về    |
| ------------ | --- | ------------ | --------- | ---------- |
| Thua trận 9  | 1   | Thắng trận 8 | 8 tháng 8 | 15 tháng 8 |
| Thua trận 1  | 2   | Thắng trận 1 | 8 tháng 8 | 15 tháng 8 |
| Thắng trận 4 | 3   | Thua trận 6  | 8 tháng 8 | 15 tháng 8 |
| Thắng trận 2 | 4   | Thua trận 8  | 8 tháng 8 | 15 tháng 8 |
| Thắng trận 5 | 5   | Thua trận 3  | 8 tháng 8 | 15 tháng 8 |
| Sarajevo     | 6   | Thua trận 2  | 8 tháng 8 | 15 tháng 8 |
| Thắng trận 9 | 7   | Thua trận 7  | 8 tháng 8 | 15 tháng 8 |
| Thắng trận 7 | 8   | Thua trận 4  | 8 tháng 8 | 15 tháng 8 |
| Thắng trận 3 | 9   | Thua trận 10 | 8 tháng 8 | 15 tháng 8 |
| Thắng trận 6 | 10  | Thua trận 5  | 8 tháng 8 | 15 tháng 8 |

### Các trận đấu
| Thua trận 9 | v | Thắng trận 8 |
| ----------- | - | ------------ |
|             |   |              |

| Thắng trận 8 | v | Thua trận 9 |
| ------------ | - | ----------- |
|              |   |             |

| Thua trận 1 | v | Thắng trận 1 |
| ----------- | - | ------------ |
|             |   |              |

| Thắng trận 1 | v | Thua trận 1 |
| ------------ | - | ----------- |
|              |   |             |

| Thắng trận 4 | v | Thua trận 6 |
| ------------ | - | ----------- |
|              |   |             |

| Thua trận 6 | v | Thắng trận 4 |
| ----------- | - | ------------ |
|             |   |              |

| Thắng trận 2 | v | Thua trận 8 |
| ------------ | - | ----------- |
|              |   |             |

| Thua trận 8 | v | Thắng trận 2 |
| ----------- | - | ------------ |
|             |   |              |

| Thắng trận 5 | v | Thua trận 3 |
| ------------ | - | ----------- |
|              |   |             |

| Thua trận 3 | v | Thắng trận 5 |
| ----------- | - | ------------ |
|             |   |              |

| Sarajevo | v | Thua trận 2 |
| -------- | - | ----------- |
|          |   |             |

| Thua trận 2 | v | Sarajevo |
| ----------- | - | -------- |
|             |   |          |

| Thắng trận 9 | v | Thua trận 7 |
| ------------ | - | ----------- |
|              |   |             |

| Thua trận 7 | v | Thắng trận 9 |
| ----------- | - | ------------ |
|             |   |              |

| Thắng trận 7 | v | Thua trận 4 |
| ------------ | - | ----------- |
|              |   |             |

| Thua trận 4 | v | Thắng trận 7 |
| ----------- | - | ------------ |
|             |   |              |

| Thắng trận 3 | v | Thua trận 10 |
| ------------ | - | ------------ |
|              |   |              |

| Thua trận 10 | v | Thắng trận 3 |
| ------------ | - | ------------ |
|              |   |              |

| Thắng trận 6 | v | Thua trận 5 |
| ------------ | - | ----------- |
|              |   |             |

| Thua trận 5 | v | Thắng trận 6 |
| ----------- | - | ------------ |
|             |   |              |